# Lac Irinikew Octikwan
Lac Irinikew Octikwan är en sjö i Kanada.   Den ligger i regionen Mauricie och provinsen Québec, i den sydöstra delen av landet, 400 km norr om huvudstaden Ottawa. Lac Irinikew Octikwan ligger 419 meter över havet. Arean är 1,1 kvadratkilometer. Den sträcker sig 1,9 kilometer i nord-sydlig riktning, och 2,0 kilometer i öst-västlig riktning.
Trakten runt Lac Irinikew Octikwan är nära nog obefolkad, med mindre än två invånare per kvadratkilometer.